# Cheriton (Hampshire)
Cheriton – wieś w Anglii, w hrabstwie Hampshire, w dystrykcie Winchester, położona nad rzeką Itchen, nieopodal jej źródła, w granicach parku narodowego South Downs. Leży 15 km na wschód od miasta Winchester i 89 km na południowy zachód od Londynu. W 2001 miejscowość liczyła 611 mieszkańców.